# Tomicobia xinganensis
Tomicobia xinganensis är en stekelart som beskrevs av Yang 1996. Tomicobia xinganensis ingår i släktet Tomicobia och familjen puppglanssteklar. Inga underarter finns listade i Catalogue of Life.